# 신원섭 (1950년)
신원섭(申元燮, 1950년 12월 17일 ~ )은 대한민국의 기업인, 제7대 대구광역시의원, 제2·3·4대 대구광역시 달서구의원이다.

## 학력
- 월항국민학교 졸업
- 성주중학교 졸업
- 협성고등학교 졸업
- 영남대학교 법학과 (부전공: 수학) 학사 졸업

### 비학위 수료
- 경북대학교 산업대학원 최고경영자과정 수료
- 계명대학교 무역대학원 최고경영자과정 수료

## 경력
- 박근혜사랑 대구본부장
- 민주평화통일자문회의 달서구 운영위원
- 한국자유총연맹 달서구 청년회장
- 대구은행 죽전지점 일일지점장
- 대구경실련 동네 경제살리기 운영위원
- 달서구청 새마을지도자 감삼동 회장
- 달서구청 자연보호 지도위원
- 달서구청 행정서비스 심의위원
- 달서구청 건축위원회 위원
- 죽전중학교 교장 공모제 심사위원
- 성당, 감삼 초등학교 운영위원장
- 서부 새마을금고 부이사장
- 경북대학교 총동창회 이사
- 1995.07 ~ 1998.06 제2대 대구광역시 달서구의회 의원
- 1995.07 ~ 1997.01 제2대 대구광역시 달서구의회 전반기 도시건설위원회 위원
- 1995.07 ~ 1997.01 제2대 대구광역시 달서구의회 전반기 예산결산위원회 위원장
- 1997.01 ~ 1998.06 제2대 대구광역시 달서구의회 후반기 도시건설위원회 위원
- 1997.01 ~ 1998.06 제2대 대구광역시 달서구의회 후반기 예산결산위원회 위원장
- 1998.07 ~ 2002.06 제3대 대구광역시 달서구의회 의원
- 1998.07 ~ 2000.07 제3대 대구광역시 달서구의회 전반기 사회도시위원회 위원
- 1998.07 ~ 2000.07 제3대 대구광역시 달서구의회 전반기 사회도시위원회 감사
- 1998.07 ~ 2000.07 제3대 대구광역시 달서구의회 전반기 예산결산위원회 위원
- 2000.07 ~ 2002.06 제3대 대구광역시 달서구의회 후반기 내무위원회 위원
- 2002.07 ~ 2006.06 제4대 대구광역시 달서구의회 의원
- 2002.07 ~ 2004.07 제4대 대구광역시 달서구의회 전반기 내무위원회 위원
- 2002.07 ~ 2004.07 제4대 대구광역시 달서구의회 전반기 예산결산위원회 위원
- 2004.07 ~ 2005.11 제4대 대구광역시 달서구의회 후반기 복지환경위원회 위원
- 2006.01 ~ 2006.06 제4대 대구광역시 달서구의회 후반기 기획행정위원회 위원
- 새누리당 대구시당 부위원장
- 2016.04 ~ 2018.06 제7대 대구광역시의회 의원
- 2016.12 ~ 2016.12 제7대 대구광역시의회 대구취수원 이전추진특별위원회 부위원장
- 2016.04 ~ 2016.07 제7대 대구광역시의회 전반기 기획행정위원회 위원
- 2016.07 ~ 2018.06 제7대 대구광역시의회 후반기 경제환경위원회 위원

## 역대 선거 결과
|  | 29.54% |

|  | 54.04% |

|  | 34.24% |

|  | 10.46% |

|  | 52.02% |